# 33 Pułk Piechoty (austro-węgierski)

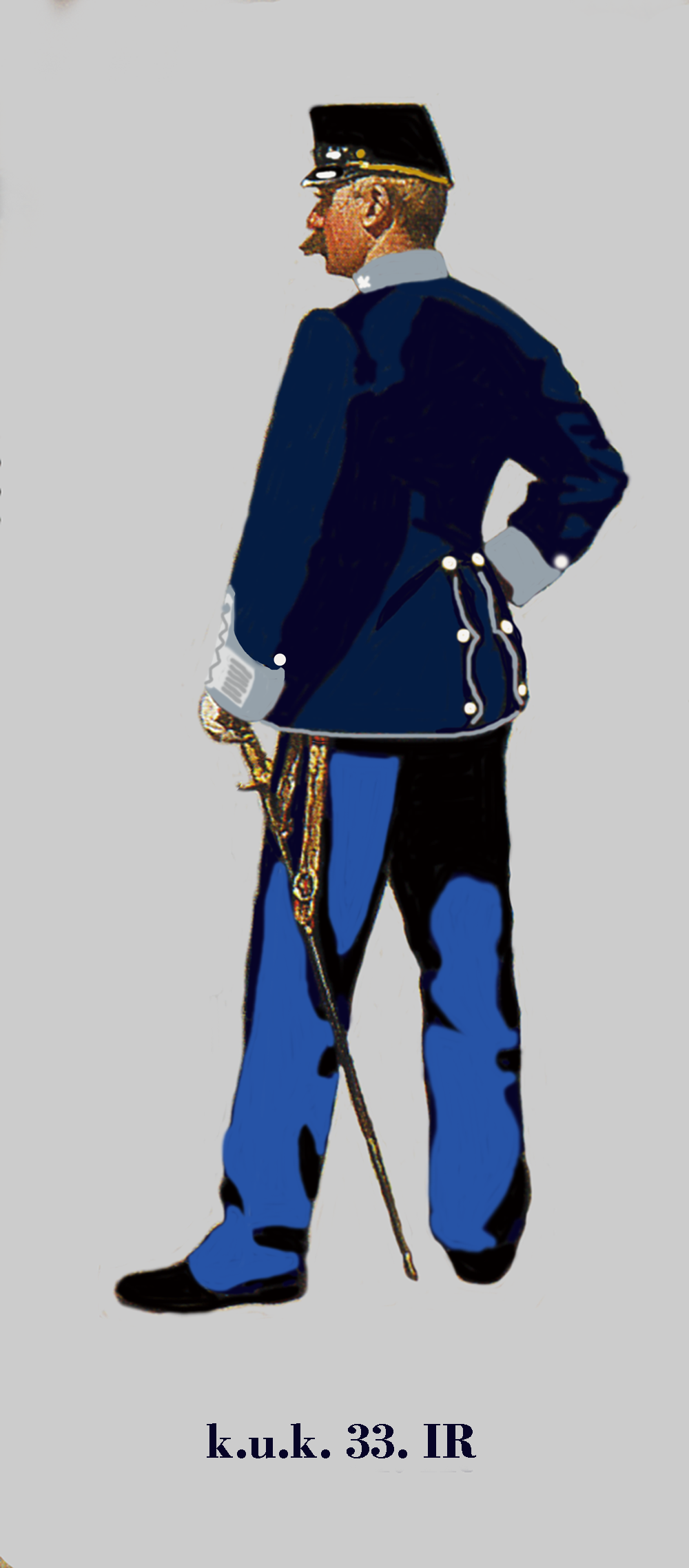
Podporucznik IR. 33 w mundurze służbowym

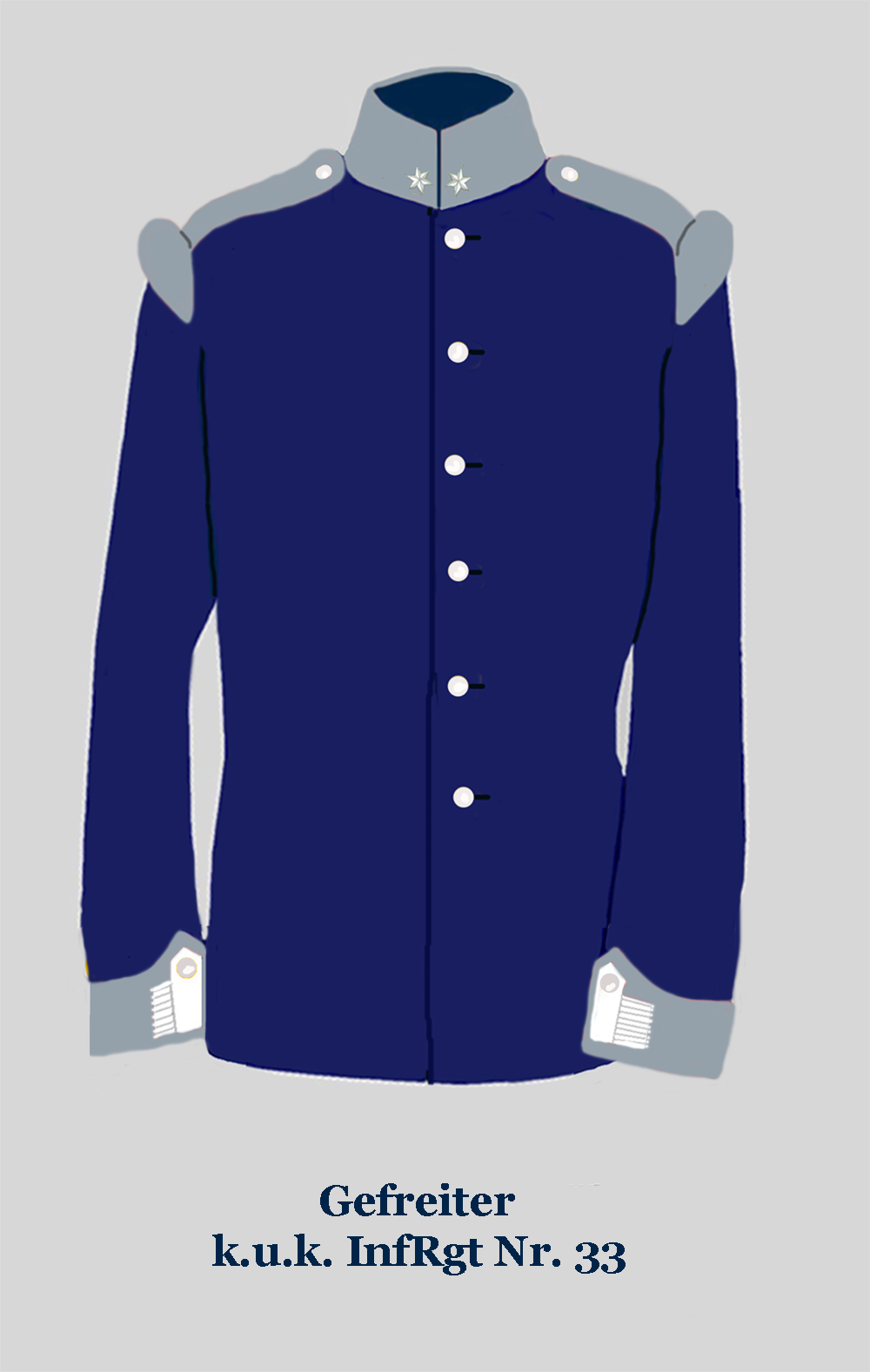
Kurtka munduru gefrajtra IR. 33

Węgierski Pułk Piechoty Nr 33 (IR. 33) – pułk piechoty cesarskiej i królewskiej Armii.

## Historia pułku
Pułk został utworzony w 1741 roku.
Okręg uzupełnień nr 33 Arad na terytorium 7 Korpusu.
W 1888 roku otrzymał „na wieczne czasy” imię cesarza rzymskiego Leopolda II.
Kolory pułkowe: szary (aschgrau), guziki srebrne.
W 1873 roku sztab pułku stacjonował w Zagrzebiu (niem. Agram), natomiast komenda rezerwowa i stacja okręgu uzupełnień w twierdzy Arad.
W latach 1903–1907 pułk stacjonował w Aradzie z wyjątkiem 2. batalionu, który załogował w Belej Crkvi (węg. Fehértemplom).
W latach 1908–1909 pułk stacjonował w Aradzie, z wyjątkiem 2. batalionu, który załogował w Kovinie (węg. Kevevára).
W latach 1910–1911 pułk stacjonował w Aradzie, z wyjątkiem 4. batalionu, który był detaszowany w Fočy na terytorium 16 Korpusu. Pułk (bez 4. batalionu) wchodził w skład 34 Brygady Piechoty w Aradzie należącej do 17 Dywizji Piechoty, natomiast detaszowany 4. batalion był podporządkowany komendantowi 8 Brygady Górskiej należącej do 48 Dywizji Piechoty.
W latach 1912–1914 pułk stacjonował w Aradzie z wyjątkiem 4. batalionu, który był detaszowany w Crkvicach (1911–1912), a następnie w Kotorze (wł. Cattaro) na terytorium 15 Korpusu.
Pułk (bez 4. batalionu) nadal wchodził w skład 34 Brygady Piechoty w Aradzie należącej do 17 Dywizji Piechoty, natomiast detaszowany 4. batalion był podporządkowany komendantowi 14 Brygady Górskiej należącej do 47 Dywizji Piechoty.
Skład narodowościowy w 1914 roku 28% – Węgrzy, 54% – Rumunii.
W czasie I wojny światowej pułk walczył z Rosjanami w grudniu 1914 w Galicji w okolicach Bochni. Żołnierze pułku są pochowani m.in. na cmentarzu wojennym nr 301 w Żegocinie.

## Szefowie pułku
Kolejnymi szefami pułku byli:
- FML Adam Johann Joseph Andrássy von Szent-Király (1744 – †10 III 1753),
- FM Nikolaus Joseph Esterházy von Galántha (Miklós József Esterházy) (1753 – †28 IX 1790),
- FZM Anton Sztáray von Nagy-Mihály (1791 – †23 I 1808),
- FZM Hieronymus Karl von Colloredo-Mannsfeld (1809 – †23 VII 1822),
- FML Emerich von Bakony (1823 – †24 I 1845),
- FZM Franz Gyulai von Máros-Németh und Nádaska (1845 – †21 IX 1868),
- FZM Emil Kussevich von Szamobor (1869–1887)[1].

## Komendanci pułku
- płk Ludwig Bolzano von Kronstatt (1873)
- płk Wilhelm Wachsmann (1903–1904)
- płk Albert Dietrich (1905–1908)
- płk Siegmund von Gerhauser (1909)
- płk Alexander Barbini (1910–1912)
- płk Friedrich Tobis (1913–1914[1])
- płk Simon Barza von Barnhöfft (1914)